# Greenville (Illinois)
Greenville és una població dels Estats Units a l'estat d'Illinois. Segons el cens del 2000 tenia 6.955 habitants.

## Demografia
Segons el cens del 2000, Greenville tenia 6.955 habitants, 2.019 habitatges, i 1.280 famílies. La densitat de població era de 516,4 habitants/km².
Dels 2.019 habitatges en un 30% hi vivien nens de menys de 18 anys, en un 50,7% hi vivien parelles casades, en un 10% dones solteres, i en un 36,6% no eren unitats familiars. En el 33,4% dels habitatges hi vivien persones soles el 17,7% de les quals corresponia a persones de 65 anys o més que vivien soles. El nombre mitjà de persones vivint en cada habitatge era de 2,28 i el nombre mitjà de persones que vivien en cada família era de 2,9.
Per edats la població es repartia de la següent manera: un 15,9% tenia menys de 18 anys, un 18,1% entre 18 i 24, un 32,7% entre 25 i 44, un 18,7% de 45 a 60 i un 14,6% 65 anys o més.
L'edat mediana era de 34 anys. Per cada 100 dones de 18 o més anys hi havia 152,5 homes.
La renda mediana per habitatge era de 35.650 $ i la renda mediana per família de 45.557 $. Els homes tenien una renda mediana de 26.105 $ mentre que les dones 20.889 $. La renda per capita de la població era de 17.326 $. Aproximadament el 8,8% de les famílies i l'11,8% de la població estaven per davall del llindar de pobresa.

## Poblacions més properes
El següent diagrama mostra les poblacions més properes.